# Plestiodon nietoi
Espèce
Plestiodon nietoi est une espèce de sauriens de la famille des Scincidae.

## Répartition
Cette espèce est endémique du Guerrero au Mexique. Elle se rencontre dans la Sierra Madre del Sur.

## Étymologie
Cette espèce est nommée en l'honneur d'Adrian Nieto Montes de Oca.

## Publication originale
- Feria-Ortiz & García-Vázquez, 2012 : A new species of Plestiodon (Squamata: Scincidae) from Sierra Madre del Sur of Guerrero, México. Zootaxa, no 3339, p. 57–68.